# 해운대로
해운대로(海雲大路)는 부산광역시 해운대구 반여동 원동교와 송정동 송정1호교를 잇는 부산광역시의 도로이다. 해운대구 지역의 주요 간선도로이며 부산 외부순환도로의 일부를 구성한다. 원동교부터 중동역까지 구간은 부산광역시도 제40호선, 좌동지하차도에서 송정1호교까지 구간은 부산광역시도 제23호선과 부산광역시도 제77호선에 속한다. 그 외에 중동역에서 좌동지하차도까지 구간은 부산광역시도 제4005호선에 속한다.

## 역사
- 2009년 7월 8일 : 2개 이상 구·군에 걸쳐 있는 도로로 해운대로를 고시[1]

## 주요 경유지
부산광역시
- 해운대구

## 노선
- 연한 파란색(■): 부산광역시도 제40호선 구간
- 연한 초록색(■): 부산광역시도 제4005호선 구간
- 연한 분홍색(■): 부산광역시도 제23호선 및 부산광역시도 제77호선 중복 구간

| 이름                     | 접속 노선                                                                  | 소재지          | 소재지          | 비고                       |
| 충렬대로와 직결          | 충렬대로와 직결                                                            | 충렬대로와 직결 | 충렬대로와 직결 | 충렬대로와 직결            |
| ------------------------ | -------------------------------------------------------------------------- | --------------- | --------------- | -------------------------- |
| 원동교                   |                                                                            | 부산광역시      | 해운대구        |                            |
| 원동 나들목              | 부산광역시도 제11호선 (번영로)                                             | 부산광역시      | 해운대구        |                            |
| 왕자맨션 교차로          | 부산광역시도 제4003호선 (반여로) 선수촌로                                  | 부산광역시      | 해운대구        |                            |
| 재송삼익아파트삼거리     | 해운대로61번길                                                             | 부산광역시      | 해운대구        |                            |
| 재송역                   | 재송1로 해운대로108번길                                                    | 부산광역시      | 해운대구        |                            |
| 해운대경찰서앞 교차로    | 센텀동로 과정교                                                            | 부산광역시      | 해운대구        |                            |
| 동부지청어귀 교차로      | 해운대로161번길                                                            | 부산광역시      | 해운대구        |                            |
| 유창맨션앞삼거리         | 재반로                                                                     | 부산광역시      | 해운대구        |                            |
| 센텀역                   | 부산광역시도 제38호선 (센텀북대로)                                         | 부산광역시      | 해운대구        |                            |
| (이름 없음)              | 부산광역시도 제4009호선 (센텀5로)                                          | 부산광역시      | 해운대구        |                            |
| 삼호가든앞 교차로        | 부산광역시도 제20호선 (센텀남대로) 해운대로349번길                         | 부산광역시      | 해운대구        |                            |
| 올림픽 교차로 (벡스코역) | 부산광역시도 제77호선 (광안대로) (장산로) 부산광역시도 제4008호선 (APEC로) | 부산광역시      | 해운대구        | 올림픽교차로 환승센터 위치 |
| 승당삼거리               | 해운대로452번길                                                            | 부산광역시      | 해운대구        |                            |
| 우일역                   |                                                                            | 부산광역시      | 해운대구        |                            |
| 운촌삼거리 (동백역)      | 부산광역시도 제4005호선 (동백로)                                           | 부산광역시      | 해운대구        |                            |
| 부산기계공고삼거리       | 해운대로570번길 해운대해변로209번길                                        | 부산광역시      | 해운대구        |                            |
| 해운대역                 | 구남로                                                                     | 부산광역시      | 해운대구        |                            |
| 해운대구청어귀삼거리     | 중동1로                                                                    | 부산광역시      | 해운대구        |                            |
| 중동지하차도             |                                                                            | 부산광역시      | 해운대구        |                            |
| 중동역 교차로            | 부산광역시도 제40호선 (좌동로) 부산광역시도 제4006호선 (좌동순환로)        | 부산광역시      | 해운대구        |                            |
| (이름 없음)              | 부산광역시도 제4005호선 (해운대해변로)                                     | 부산광역시      | 해운대구        |                            |
| 장산역 교차로            | 부산광역시도 제7715호선 (양운로)                                           | 부산광역시      | 해운대구        |                            |
| 해운대백병원사거리       | 부산광역시도 제4006호선 (좌동순환로)                                       | 부산광역시      | 해운대구        |                            |
| 좌동지하차도             | 부산광역시도 제40호선 (좌동로) 부산광역시도 제77호선 (장산로)              | 부산광역시      | 해운대구        |                            |
| 송정터널                 |                                                                            | 부산광역시      | 해운대구        | 연장 410m                  |
| (달맞이교)               | 부산광역시도 제4007호선 (달맞이길)                                         | 부산광역시      | 해운대구        |                            |
| 송정어귀삼거리           | 송정광어골로                                                               | 부산광역시      | 해운대구        |                            |
| 송정삼거리               | 부산광역시도 제2301호선 (송정중앙로)                                       | 부산광역시      | 해운대구        |                            |
| 송정역                   |                                                                            | 부산광역시      | 해운대구        |                            |
| 송정1호교                |                                                                            | 부산광역시      | 해운대구        |                            |
| 기장대로와 직결          |                                                                            |                 |                 |                            |

## 주요 건물 및 시설
- 부산해운대경찰서 (부산광역시 해운대구 해운대로 129)
- 센텀고등학교 (부산광역시 해운대구 해운대로 246)
- 시립미술관역 (부산광역시 해운대구 해운대로 지하396)
- 우동지구대 (부산광역시 해운대구 해운대로 398)
- 동백역 (부산광역시 해운대구 해운대로 지하522)
- 해운대시외버스터미널 수도권정류장 (부산광역시 해운대구 해운대로 565)
- 부산기계공업고등학교 (부산광역시 해운대구 해운대로 569)
- 해운대역 (부산광역시 해운대구 해운대로 지하626)
- 해운대시외버스터미널 영남권정류장 (부산광역시 해운대구 해운대로 630)
- 메가박스 해운대점 (부산광역시 해운대구 해운대로 648)
- 중동역 (부산광역시 해운대구 해운대로 지하730)
- NC백화점 해운대점 (부산광역시 해운대구 해운대로 813)
- 장산역 (부산광역시 해운대구 해운대로 지하820)
- 인제대학교 해운대백병원 (부산광역시 해운대구 해운대로 875)
- 부산환경공단 해운대사업소 (부산광역시 해운대구 해운대로 898)
- 송정역 (부산광역시 해운대구 해운대로 1147)
- 송정초등학교 (부산광역시 해운대구 해운대로 1164-9)